# Lanovka Hrabovo – Malinô Brdo
Lanovka Hrabovo - Malinô Brdo je kabinová lanovka spojující osadu Hrabovo (nadmořská výška 545 m, GPS 49.069623, 19.272339) s horským sedlem Malinô Brdo (nadmořská výška 960 m, GPS 49.054425, 19.266870). Nachází se v části Malinô Brdo města Ružomberok v okrese Ružomberok v pohoří Velká Fatra v Žilinském kraji na Slovensku.

## Historie a popis

### První lanovka
První lanovka byla stavěna již v letech 1964 až 1967 a byla vybavena kabinkami pro 4 osoby a přepravní kapacita byla 300 osob/hod. Historicky to byla první oběžná kabinková lanovka v tehdejším Československu a její provoz byl zahájen 29. srpna 1967. Výrobcem byla česká firma Transporta.

### Druhá lanovka
Významná rekonstrukce/přestavba byla provedena v roce 1991 a přepravní kapacita se zvýšila na 400 osob/hod.

### Současná (třetí) lanovka
Druhou lanovku nahradila nová. Technicky je to visutá jednolanová dráha obežného systému s odpojitelnými osmimístnými kabinami s označením 8-MGD, která je určená pro osobní přepravu. Tažná větev je pravé lano, pohon je umístěn v horní stanici a hydraulický systém napínání lan je umístěn v dolní stanici. Lanovka překonává převýšení 415 m a délka její trasy je 1,77 km s průměrným sklonem trati 23,9%. Maximální dopravní rychlost je 6 m/s a čas jízdy je 4,8 min. Přepravní kapacita je 1500 osob/hod a počet kabin (vozů) je 37. Kabiny jsou v provedení modré, červené a žluté barvy. Hlavní pohon má výkon 451 kW. Lanovku vyrobila rakouská firma Doppelmayr a byla zprovozněna 15. prosince 2001.

## Galerie

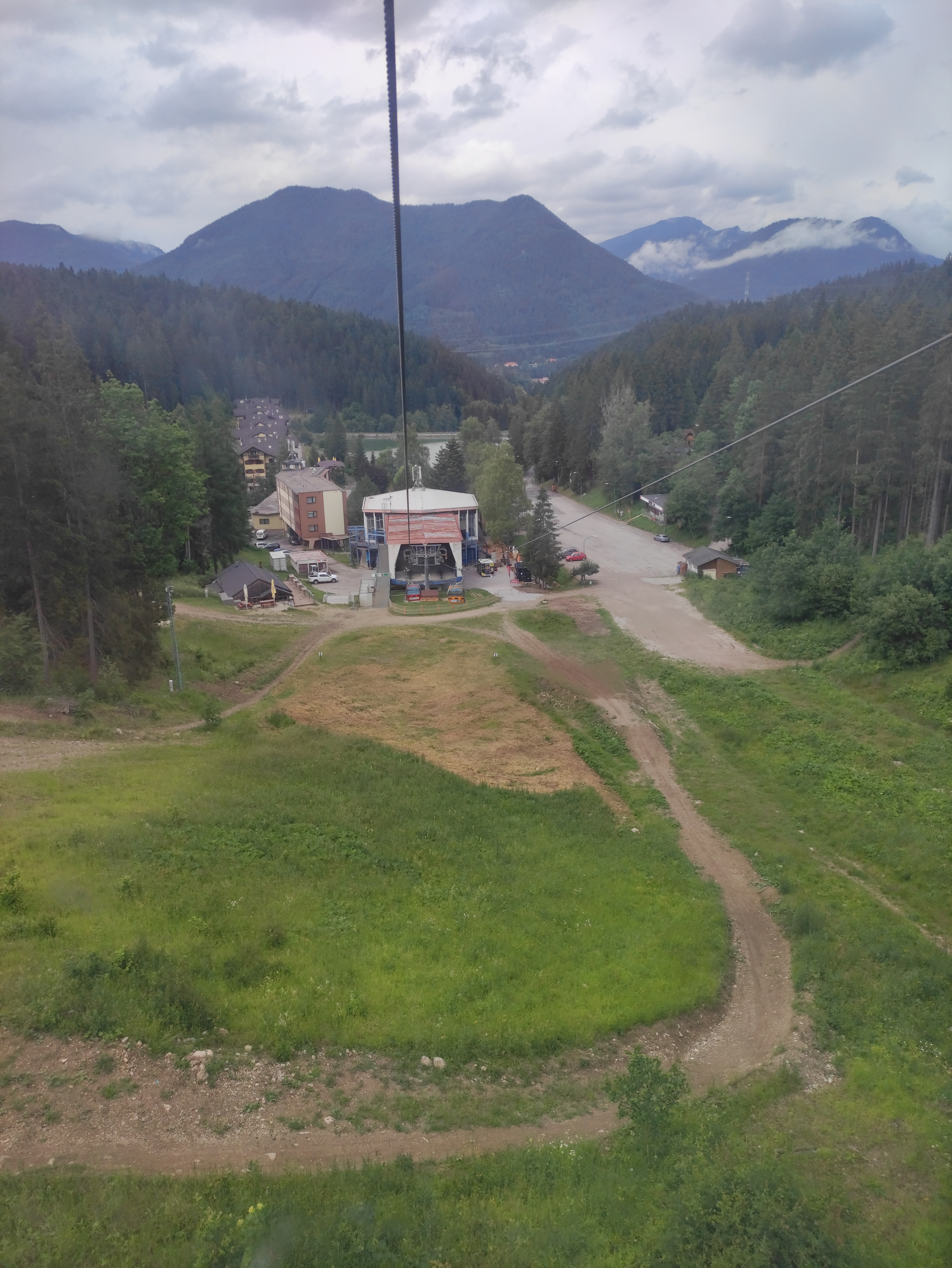
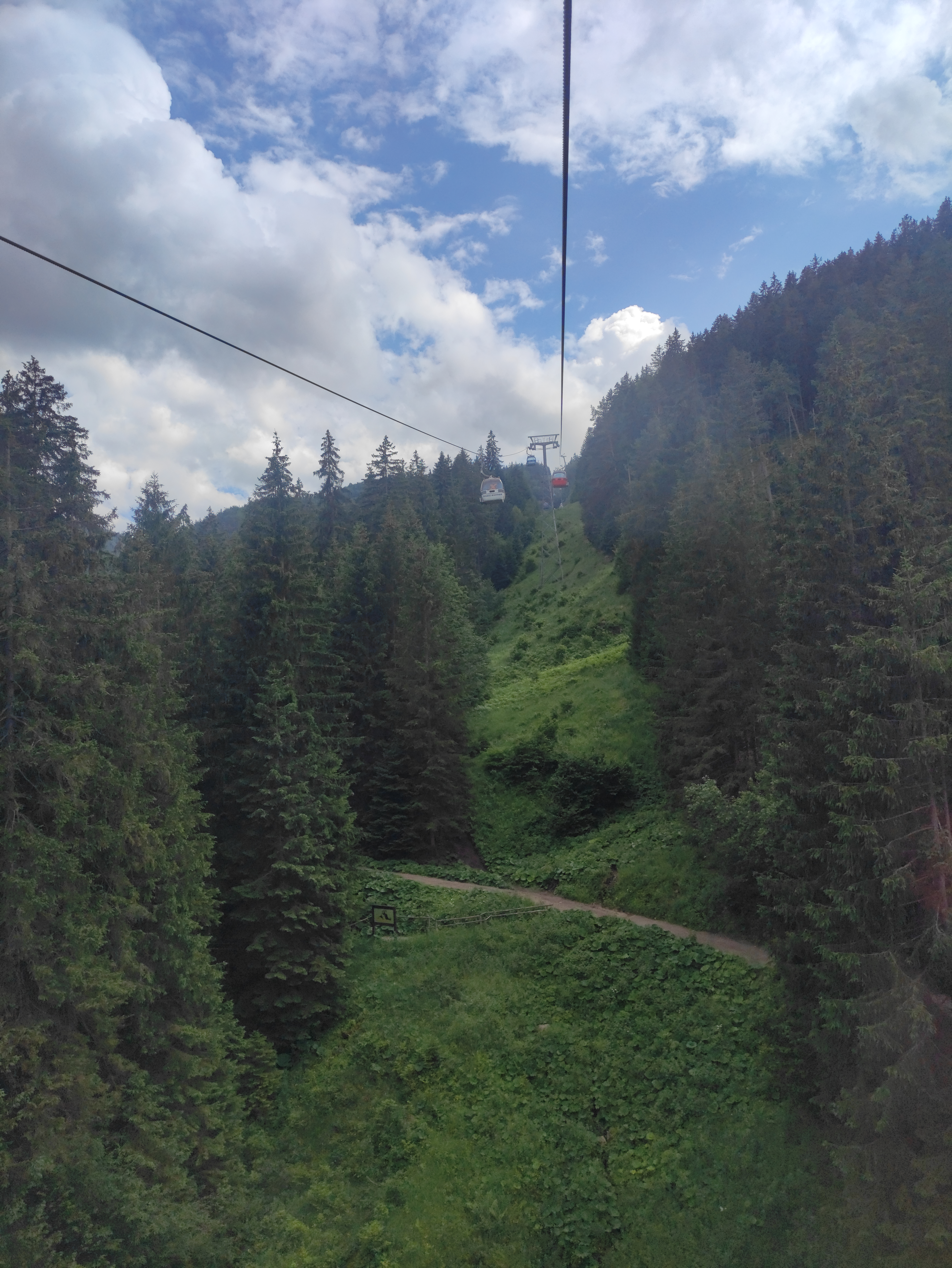
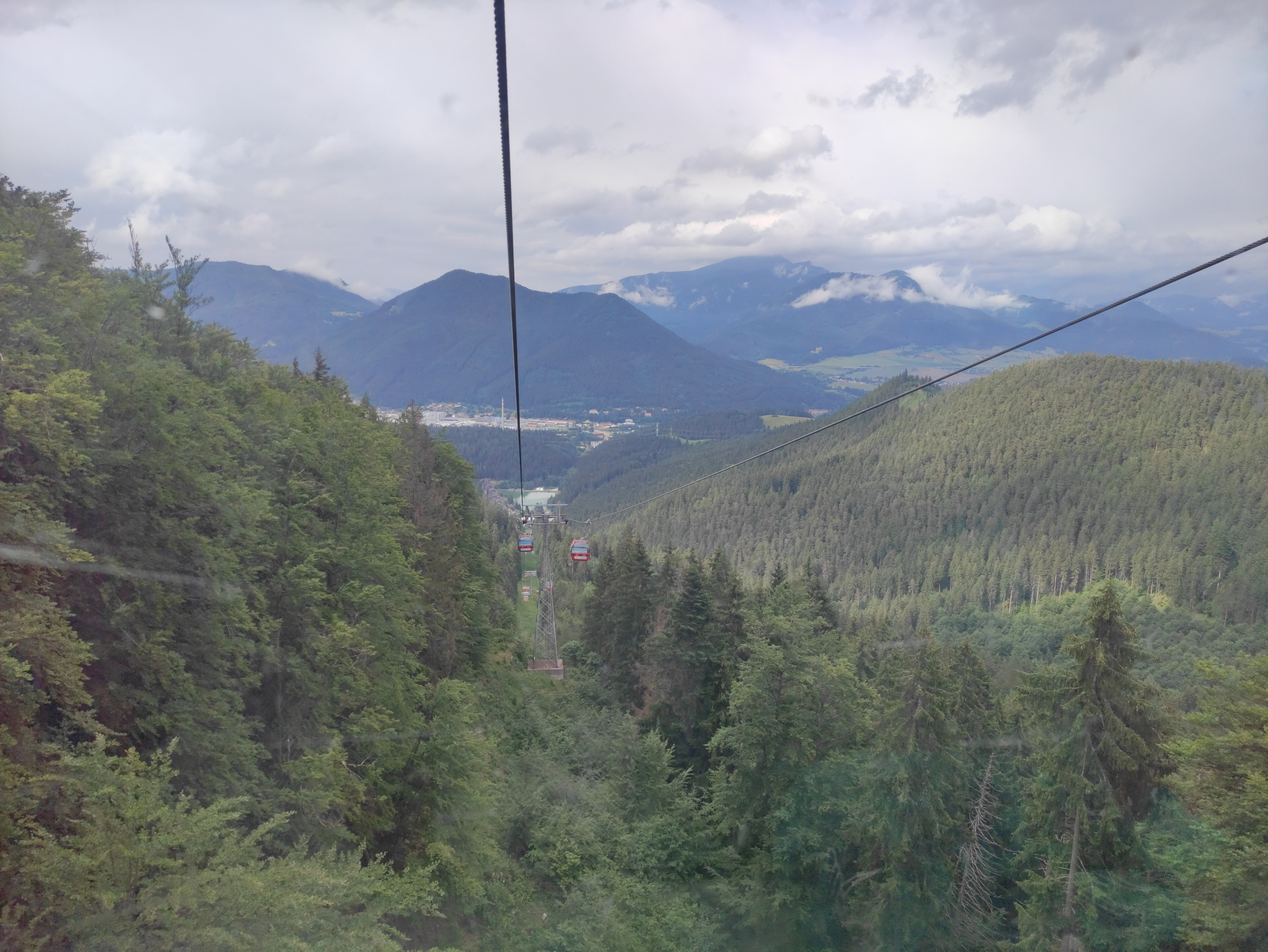
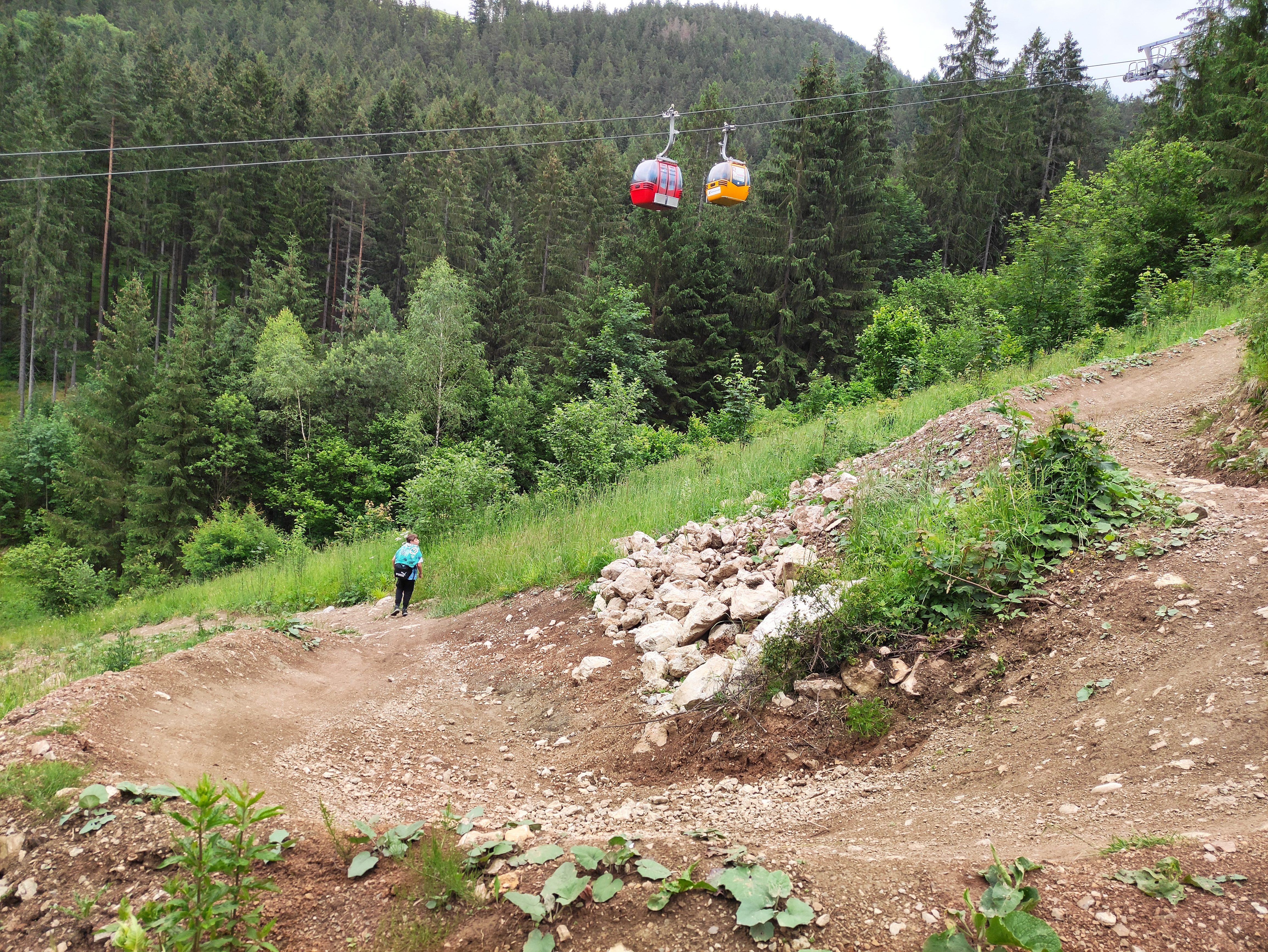
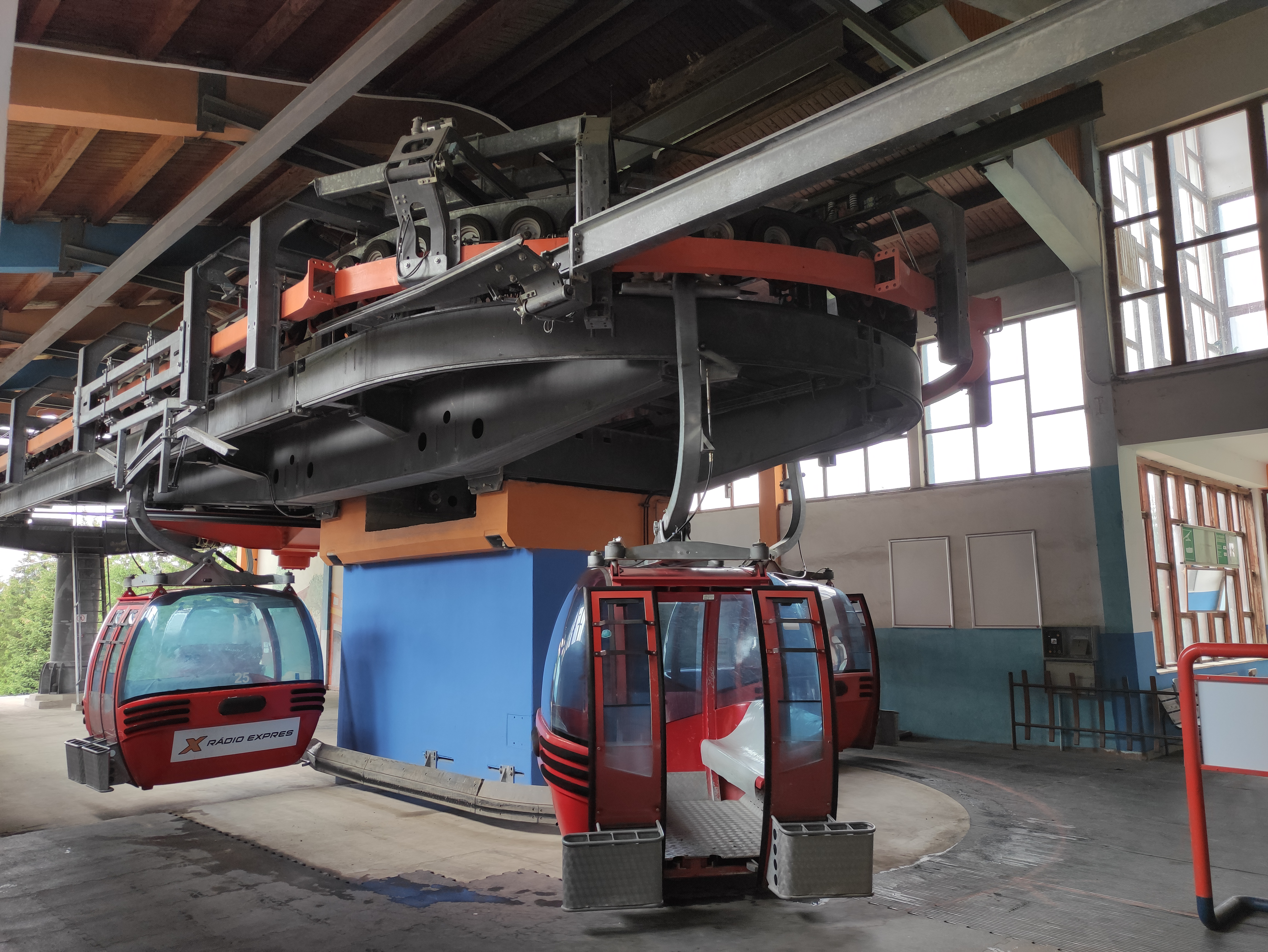

## Další informace
Jízda lanovkou je zpoplatněna.